# هنتر فريمان
هنتر فريمان (بالإنجليزية: Hunter Freeman)‏ (8 يناير 1985 تايلر الولايات المتحدة - ) هو لاعب كرة قدم أمريكي يلعب كمدافع.

## وصلات خارجية
هنتر فريمان على موقع الاتحاد الدولي (مؤرشف)  (الإنجليزية)
- هنتر فريمان على موقع الدوري الأمريكي (الإنجليزية)
- هنتر فريمان على موقع قاعدة بيانات كرة القدم.إي يو (الإنجليزية)
- هنتر فريمان على موقع Soccerway.com (الإنجليزية)
- هنتر فريمان على موقع عالم كرة القدم.نت (الإنجليزية)